# Risa Murakami
Pour les articles homonymes, voir Murakami.
Risa Murakami (村上里沙, Murakami Risa) alias Saori Murase, Risako Mamiya, Rina Takeuchi est un mannequin de charme et une actrice japonaise de films pornographiques réputée et prisée. Notons qu'elle a également tourné dans un film pornographique à connotation zoophile dans lequel elle entretient des rapports sexuels avec deux chiens et leur pratique des fellations.

## Biographie
Elle est née le 24 mai 1983 à Chiba, Japon et y réside toujours. Sa distraction favorite est l'informatique.

## Filmographie sélective
- Disgraced Newscaster
- Fucked in Husbands Presence
- Married Lesbians avec Yuri Konishi, Azusa Ito et Ameri Ichinose
- Harem Gakuen Premium 3 avec Rio Hamasaki, Yuka Osawa et Rino Asuka
- Direct Insert Splash
- Fucked in Front of her Husband avec Madoka Kitahara et amateur
- Fuck the New Girl 3 Times a Day'
- Nipple Beauty Clinic
- Dream Polygamy avec Sayuri Shiraishi, Natsumi Horiguchi et Yumi Kazama
- Real W Sex avec Yuka Osawa
- Worlds Largest Dick avec Hikari Hino, Saki Ootsuka et Natsumi Horiguchi
- Nymphos Dirty Talk
- Inkeiju Mischief 7 avec Natsumi Horiguchi
- Polygamy Organization avec Yuka Osawa, Yuri Matsushima et Minami Renjo
- Ultimate Body Horny Gals avec Serina Hayakawa, Asaki Natsukawa et Tsukasa Minami
- Come Come Orgy avec Noa et Hikari Hino
- Taxi Prostitute
- Random Sex with Beautiful Women avec Akira Ichinose
- Beautiful Cabin Attendant
- Super High Class Dream Harem Soapland avec Asahi Miura et Sayaka Minami
- Harmony Gal Erotic Style The Two avec Rika Sakurai
- 20 Year Long TV Series avec Amateur
- Gals Female Teacher Orgy avec Natsumi Horiguchi, Rei Kitajima et Nagisa Hoshikura
- Abnormal Extreme Great Promiscuity 2 avec Waka Satoh, Natsumi Mitsu et Moe Oishi
- Doggy Fuck - DFE-008 - FEARLESS